# IR-Klasse WAG-12
Die Klasse WAG-12 der Indian Railways (IR) ist eine Baureihe elektrischer Doppellokomotiven für den schweren Güterzugdienst, die von Alstom als Prima T8 bezeichnet und seit 2017 bei der Electric Locomotive Factory Madhepura in Indien gebaut wird. Die Bezeichnung WAG-12 ist zusammengesetzt aus wide gauge (W), alternating current (A), goods traffic (G) und der zwölften Generation von WAG-Lokomotiven (12).

## Geschichte
Seit 2006 arbeiteten die Indian Railways (IR) an einem effizienteren Gütertransport auf den Hauptbahnen, wofür neue, leistungsstärkere Lokomotiven erforderlich waren. Deshalb erfolgte im Juni 2008 eine weltweite Ausschreibung für den Bau von 660 elektrischen Lokomotiven, an der sich General Electric, Alstom, Bombardier, Siemens, CNR (China Northern Locomotive and Rolling Stock Industry Corporation) und CSR (China South Locomotive and Rolling Stock Corporation) beteiligten. Anschließend wurde die Zahl der zu bauenden Fahrzeuge auf 800 erhöht. Im Juni 2013 erhielten die Unternehmen die genauen Leistungsanforderungen für die neue Lokomotive.
Im November 2015 wurde dem französischen Unternehmen Alstom der Zuschlag für den Bau der 800 Lokomotiven erteilt. Nachdem das indische Eisenbahnministerium mit Alstom einen Vertrag über 320 Milliarden Indische Rupien (umgerechnet etwa 4 Milliarden US-Dollar) geschlossen hatte, wurde das Gemeinschaftsunternehmen Electric Locomotive Factory Madhepura gegründet. Auf der Grundlage des erfolgreichen Modells Prima II entstand die achtachsige Doppellokomotive Prima T8. Im September 2017 kam der Prototyp im Hafen Haldia an und wurde von dort zur Endmontage nach Madhepura überführt. Nach der Fertigstellung im Februar 2018 wurde er am 10. April 2018 von Premierminister Modi in Madhepura in Betrieb genommen. Das als 60001 nummerierte Vorserienfahrzeug der Reihe WAG-12A wurde grundlegend überarbeitet und in die Serienvariante WAG-12B umgebaut. Anschließend begann die Serienfertigung. Die Transformatoren baut ABB in Vadodara, die Bremsausrüstung produziert Knorr-Bremse in Palwal, die Kupplungen liefert Faiveley Transport.
Im März 2025 wurde die 500. Doppellokomotive ausgeliefert. Alle 800 Lokomotiven sollen bis März 2028 in Betrieb sein.
Die Lokomotiven der Klasse WAG-12 werden im schweren Güterzugdienst, beispielsweise vor Kohle- und Erzzügen, auf den Hauptbahnen der IR eingesetzt. Sie sind in der Lage, 6000 t schwere Züge mit 100 bis 120 km/h zu befördern und können daher ältere Lokomotiven in Mehrfachtraktion ersetzen.

## Technische Beschreibung
Aufgrund der hohen geforderten Leistung wurde die elektrische Ausrüstung auf zwei dauerhaft gekuppelte Fahrzeuge aufgeteilt, sodass eine Doppellokomotive mit Endführerständen entstand. Jeder der beiden Lokomotivkästen liegt über Schraubenfedern auf zwei zweiachsigen Drehgestellen auf, welche die Zug- und Bremskräfte über eine Tiefanlenkung in Form von Zug-Druckstangen auf den Hauptrahmen übertragen. Die Dienstmasse von 180 t, optional auf 200 t erhöht, wird über die acht Radsätze verteilt, sodass die Achslast 22,5 t beziehungsweise 25,0 t beträgt. Am hinteren Ende jeder Lokomotivhälfte ist ein Einholmstromabnehmer auf dem Dach montiert. Die Lokomotiven werden von Drehstrom-Asynchronmotoren des Typs 6FRA4576D angetrieben, können eine Anfahrzugkraft von 710 kN, optional 790 kN, aufbringen und erreichen eine Höchstgeschwindigkeit von 100 km/h, optional 120 km/h.